# Micro stuttering

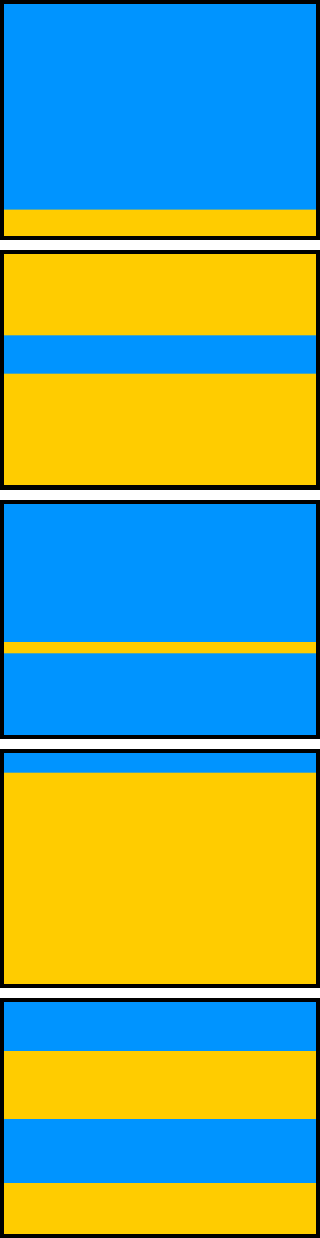
Una representación de 5 ciclos de actualización de la pantalla con lo que se puede mostrar durante un caso de micro Stuttering. Cada sección de color representa uno de los búfer de cuadros de la GPU y cada cambio de color representa un intercambio de búfer de cuadros. Suponiendo una frecuencia de actualización de 60 Hz, una herramienta de referencia puede informar esto como 144 fotogramas por segundo. Sin embargo, el usuario percibirá menos debido a algunos marcos existentes durante una pequeña fracción del ciclo de actualización de una pantalla

Micro stuttering o micro tartamudeo es un término utilizado en computación para describir un defecto de calidad que se manifiesta en retrasos irregulares entre fotogramas renderizados por la  GPU  haciendo que la velocidad de fotogramas instantánea del retardo  más largo sea significativamente menor que la velocidad de fotogramas reportada por aplicaciones de evaluación comparativa. como 3DMark, ya que generalmente calculan la velocidad de cuadros promedio durante un intervalo de tiempo más largo. En velocidades de cuadro más bajas cuando este efecto puede ser aparente, el video en movimiento parece tartamudear, lo que resulta en una experiencia de juego degradada en el caso de un videojuego, aunque la velocidad de cuadro parece lo suficientemente alta como para proporcionar una experiencia fluida. Las configuraciones de GPU simple no sufren este defecto en la mayoría de los casos y, en algunos casos, producen un video subjetivamente más suave en comparación con una configuración de múltiples GPU que utiliza el mismo modelo de tarjeta de video. Micro stuttering es inherente a las configuraciones multi-GPU que utilizan la representación de cuadros alternativos (AFR), como nVidia SLi y AMD CrossFireX, pero también puede existir en ciertos casos en sistemas de una sola unidad.
Los efectos del micro tartamudeo varían según la aplicación y las optimizaciones del controlador. Más allá de las configuraciones de doble GPU, las configuraciones de CrossFireX / SLI no parecen verse tan afectadas por el micro-tartamudeo; la variabilidad de la frecuencia de cuadros en una configuración de tres vías CrossFireX / SLI se acerca a la uniformidad lograda por una sola GPU
Desde mayo de 2012, con la última versión de hardware y controladores de nVidia y AMD, la serie Radeon HD 7000 de AMD se ve severamente más afectada por el micro tartamudeo que la serie GeForce 600 de nVidia. En las pruebas realizadas en Battlefield 3, una configuración con dos GeForce GTX 680 en modo SLi mostró una variación del 7% en los retardos de cuadro, en comparación con el 5% de una sola GTX 680. Una configuración con dos Radeon HD 7970 en modo CrossFireX, en Por otro lado, mostró una variación del 85% en los retardos de fotogramas, en comparación con el 7% de una sola tarjeta, lo que indica grandes cantidades de micro tartamudeo. Estos resultados se reflejan en la experiencia perceptiva al mirar el video en la salida.
El programa de software RadeonPro se puede utilizar para reducir o eliminar de forma significativa los efectos del micro-tartamudeo cuando se utilizan tarjetas gráficas AMD en CrossFire